# Нортон (Охајо)
Нортон (енгл. Norton) град је у америчкој савезној држави Охајо.

## Демографија
По попису из 2010. године број становника је 12.085, што је 562 (4,9%) становника више него 2000. године.
| Група             | 2000.          | 2010.          |
| Белци             | 11.185 (97,1%) | 11.539 (95,5%) |
| Афроамериканци    | 154 (1,3%)     | 208 (1,7%)     |
| Азијати           | 32 (0,3%)      | 91 (0,8%)      |
| Хиспаноамериканци | 47 (0,4%)      | 114 (0,9%)     |
| Укупно            | 11.523         | 12.085         |